# سام تشايلدرز
سام تشايلدرز (بالإنجليزية: Sam Childers)‏ هو كاتب أمريكي، ولد في 1963 في غراند فوركس في الولايات المتحدة.